# United States Marine Corps Force Reconnaissance

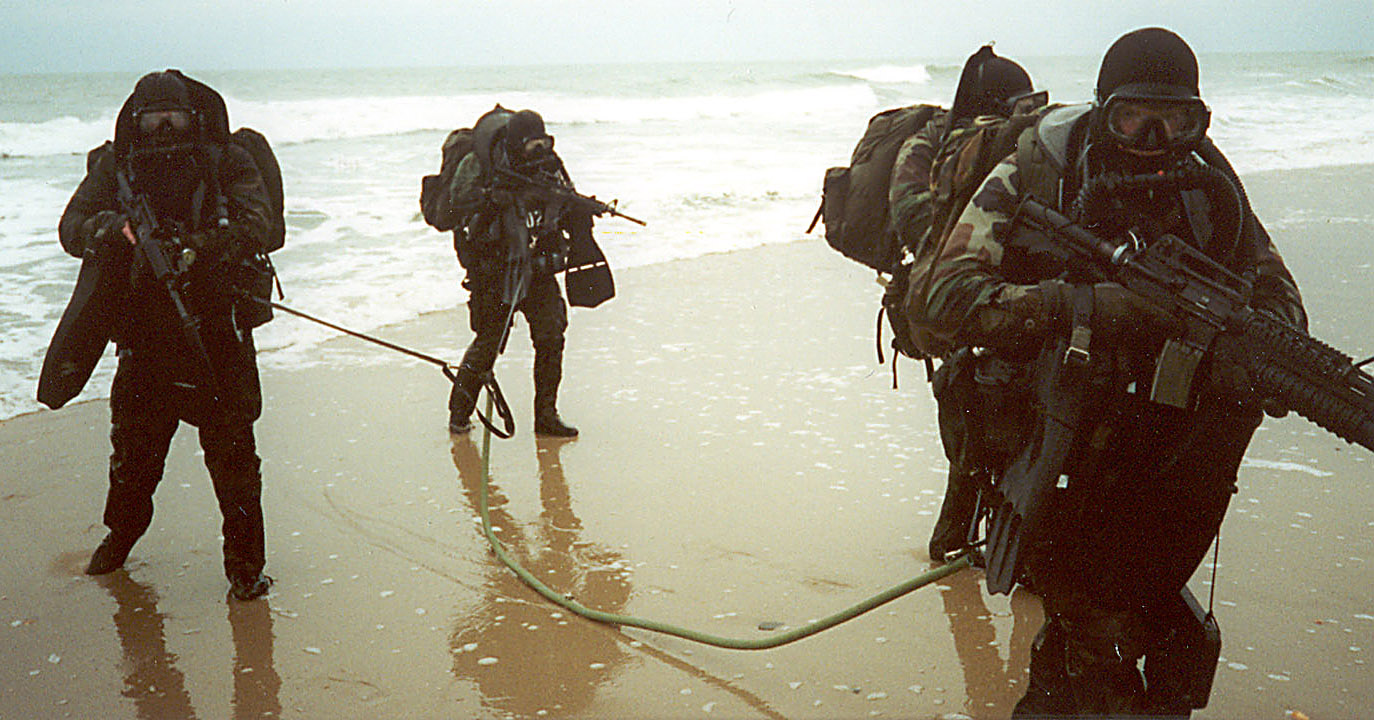
Ein 4-Mann-Team Marines simuliert das Vordringen auf einen Landekopf zum Sammeln von Informationen über den Feind und seine anliegenden Strände, um bei der Vorausplanung einer Landungsoperation zu helfen. Zu beachten: die Verbindungsleine zwischen den Teammitgliedern bei der amphibischen Annäherung.

Die US Marine Corps Force Reconnaissance (FORECON, Force Recon) sind Spezialeinheiten des US Marine Corps (USMC) für Fernaufklärung tief in feindlich kontrolliertem Gebiet. Sie sind zuständig für die Nachrichtengewinnung der Marine Air-Ground Task Force.

## Geschichte
Die Ursprünge der Force Reconnaissance liegen in den Experimenten mit einer spezialisierten Aufklärungseinheit des USMC in Camp Pendleton außerhalb von San Diego, Kalifornien, im Jahr 1954. Drei Jahre später wurde dieses Team in die bereits bestehende amphibische Aufklärungskompanie integriert und die 1st Force Reconnaissance Company formiert. Die Grundsteine liegen demnach beim Amphibious Reconnaissance Battalion, kommandiert von Captain James L. Jones.
1958 wurde die Hälfte der Marines in der 1st Force Recon von der Kompanie abgezogen und zur Gründung der 2nd Force Reconnaissance Company benutzt. Die erste Kompanie unterstand der Fleet Marine Force Pacific (FMFPac), während die zweite Kompanie der Fleet Marine Force Atlantic (FMFLant) unterstand.
Die Force Recon Marines erhielten ihre Feuertaufe im Vietnamkrieg, wo sie ab 1965 eingesetzt wurden, und für fünf Jahre Dienst leisteten. 44 Marines der 1st Force Recon wurden während des Krieges getötet oder sind bis heute verschollen.
Nach dem Rückzug der US-Regierung aus Vietnam wurden die Erste und Zweite Kompanie deaktiviert (1974) und die diensthabenden Force Recon Marines wurden in das 2nd Reconnaissance Bataillon integriert, um die Aufklärung des USMC tief im Feindesland aufrechtzuerhalten. Diese Übernahme wurde aber nie zu einer befriedigenden Lösung und die Kompanien wurden als eine eigenständige, direkt den Marine Expeditionary Forces unterstellte Einheiten reaktiviert (1986) und später auch im Golfkrieg eingesetzt.
Die Force Recon Einheiten waren im Irak und Afghanistan im Einsatz.
Die im aktiven Dienst befindlichen 1st, 2nd und 5th Force Reconnaissance Companies wurden 2006 erneut aufgelöst und vor allem für die Aufstellung des United States Marine Corps Forces Special Operations Command (MARSOC) herangezogen, während das übrige Personal die Deep Reconnaissance Platoons der Delta-Kompanien der den Divisionen unterstellten Marine Corps Reconnaissance Battalions bildete, die seitdem auch für die Tiefenaufklärung zuständig sind. Diese Delta-Kompanien wurden 2008 wieder in Force Reconnaissance Companies umbenannt, bleiben aber den Aufklärungsbataillonen unterstellt und tragen im Gegensatz zu den zur Reserve gehörenden 3rd und 4th Force Reconnaissance Companies keine eigene Nummer mehr.

## Auftrag
Soldaten der Force Reconnaissance (Reconnaissance = Aufklärung/Erkundung) führen hochspezialisierte Aufträge meist im kleinen oder geheimen Rahmen aus. Zu ihren Spezialgebieten zählen dabei:
- Amphibische Operationen und Aufklärung tief hinter feindlichen Linien, hinter der 10 Meilengrenze, bis zu der die anderen Einheiten Marine Corps Reconnaissance Battalions zuständig sind.
- Sie assistieren in spezialisierten technischen Missionen in Zusammenhang mit Massenvernichtungswaffen, chemischen oder atomaren Kampfstoffen sowie Funkanlagen, Sensoren und Meldebojen.
- Sie sind bei der Zielerfassung von lasergesteuerten Bomben, Artillerie und Schiffsartillerie als Joint Fire Support Team im Einsatz.
- Sie sind verantwortlich für das Ausführen von begrenzten Handstreichunternehmen, z. B. auf Ölplattformen, Gefangennahme von Personen oder Eroberung von sensiblem Material.
- Geiselbefreiung und Befreiung von Kriegsgefangenen

Die Force Reconnaissance gehört nicht wie alle anderen amerikanischen Spezialeinheiten zum US-Hauptkommando für Spezialoperationen, dem US Special Operations Command (USSOCOM).

## Organisation
Teileinheiten der Force-Recon-Kompanien werden größeren gemischten Kampfverbänden wie den Marine Expeditionary Units (Special Operations Capable), kurz MEU(SOC), unterstellt.
Bis 2006 gab es fünf aktive Force Reconnaissance Kompanien: 1st Force Reconnaissance, stationiert in Camp Pendleton (Kalifornien); 2nd Force Reconnaissance, stationiert in Camp Lejeune (North Carolina); 3rd Force Reconnaissance, stationiert in Mobile (Alabama); 4th Force Reconnaissance stationiert in Honolulu (Hawaii) und 5th Force Reconnaissance auf Okinawa. Die 1st Force Reconnaissance Company war dabei der I. Marine Expeditionary Force (I MEF) unterstellt, die 2nd Force Reconnaissance Company der II MEF, und die 5th Force Reconnaissance Company der III MEF, während die 3rd und 4th als Teil der 4th Marine Division zur Reserve gehörten.
Aufbau einer Kompanie
Die Struktur einer Force Reconnaissance Kompanie basierte mehr auf der eines Infanterie-Bataillons als auf einer normalen Kompanie. Das Kommandoelement besteht aus dem kommandierenden Offizier (Commanding Officer – CO), welcher im Normalfall ein Lieutenant Colonel ist. Der Ausführende Offizier (Executive Officer – XO) ist normalerweise ein Major. Des Weiteren kommen Offiziere für die Organisation und die Kommunikation zum Einsatz. Die Masse der Kompanie ist in sechs Züge unter einem Zugführer im Range eines Captain und einem Zugunteroffizier (Sergeant, Staff Sergeant oder höher) aufgeteilt. Eines von drei Platoons ist eine Scout/Sniper Einheit und separiert von der MEU. Force Recon Einheiten haben außerdem US Navy Personal als Sanitäter, jene erhalten dasselbe Trainingsprogramm wie die Einheit an der sie angegliedert werden.

## Rekrutierung und Ausbildung
Zusätzlich zu der regulären Ausbildung der Marines muss der Recon Marine-Kandidat (vom Private First Class bis zum Sergeant) die folgenden weiterführenden Ausbildungsabschnitte absolvieren:
- Den Basic Reconnaissance Course (Grundkurs Aufklärung) in der Aufklärungslehrkompanie an der Infanterieschule West.
- Ein SERE-Training (survival-, evasion-, resistance- and escape-training, dt.: „Überlebens-, Ausweich-, Widerstands- und Fluchttraining“):
- Die Vorbereitung auf Kriegsgefangenschaft und auf Verhörsituationen (in der Opferrolle), das Training der Vermeidung der Gefangennahme und Flucht unter realistischen Bedingungen. Absolventen glauben nach einigen Tagen nicht selten, tatsächlich in einer realen Situation zu sein. Dieser Ausbildungsabschnitt findet entweder auf der Naval Air Station North Island in Kalifornien oder auf der Naval Air Station Brunswick im US-Bundesstaat Maine statt.
- Einen Fallschirmspringerkurs an der United States Army Airborne School in Fort Benning, Georgia.

Diese drei Ausbildungsabschnitte werden flankiert von weiteren Spezialisierungen, wie Navigation, Unkonventionelle Kriegführung, Terrorismusbekämpfung, infanteristische Patrouillenführung und Fernmeldewesen.
Hat der Anwärter all diese Bereiche durchlaufen, wird er in weiterführenden Kursen zum Kampftaucher, Scharfschützen, militärischen Freifaller, Absetzer (Jumpmaster, leitet und überwacht den Absprung im Flugzeug) und zum Tauchleiter ausgebildet.

## Rezeption
Im Hollywood-Spielfilm The Rock – Fels der Entscheidung aus dem Jahr 1996 erwähnt Brigadier-General Francis X. Hummel, das Kommando über eine United States Marine Corps Force Reconnaissance-Einheit ausgeübt zu haben.
Zudem werden in der 20. Staffel von Navy CIS sowie in der Serie „The Punisher“ ebenfalls die Einheit Force Recon erwähnt.